# Miechów
Miechów è una città della Polonia, appartenente al voivodato della Piccola Polonia, situata a circa 30 km da Cracovia. È il capoluogo del distretto di Miechów.
La popolazione ammonta a 11.852 persone (2004).